# Sørdalstunnel
Der Sørdalstunnel (norwegisch Sørdalstunnelen) ist ein einröhriger Straßentunnel auf der Insel Hinnøya zwischen Sørdalen in der Kommune Kvæfjord in der Provinz Troms und Øksfjorden in der Kommune Lødingen in der Provinz Nordland, Norwegen. Er ist Teil der Lofast, der Festlandsverbindung der Lofoten. Der Tunnel im Verlauf der Europastraße 10 ist 6392 Meter lang und liegt mit 400 Metern in Troms og Finnmark.